# Petaurus breviceps
Petaurus breviceps, còn được gọi là sóc bay Úc, là một loài động vật có vú trong họ Petauridae, bộ Hai răng cửa. Loài này được Waterhouse mô tả năm 1838.
Đây là loài bản địa phía đông và phía bắc lục địa Úc, và được du nhập vào Tasmania. Đây cũng là loài bản địa ở hòn đảo khác nhau trong khu vực. Do quá trình tiến hóa hội tụ, chúng có bề ngoài rất giống nhau và thói quen giống với loài sóc bay, nhưng giữa chúng không có mối liên quan gần gũi. Chúng có thể được tìm thấy trong bất kỳ loại rừng nào, nơi có nguồn cung cấp thực phẩm phù hợp, nhưng hầu hết thường được tìm thấy trong các khu rừng với cây bạch đàn. Là loài ăn đêm, chúng ngủ trong tổ vào ban ngày và hoạt động vào ban đêm. 
Trong đêm chúng săn côn trùng và động vật có xương nhỏ, và ăn nhựa cây ngọt của một số loài bạch đàn, cây Tristaniopsis laurina. Loài này là con mồi của cú địa phương ninox, rắn, mèo Felis catus.
Là loài sống trên cây, chúng dành phần lớn thời gian ở trên cây.

## Hình ảnh

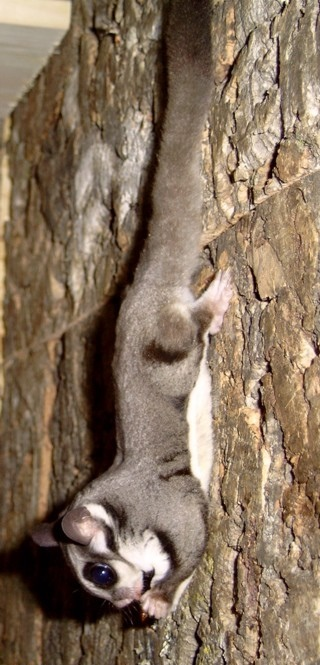
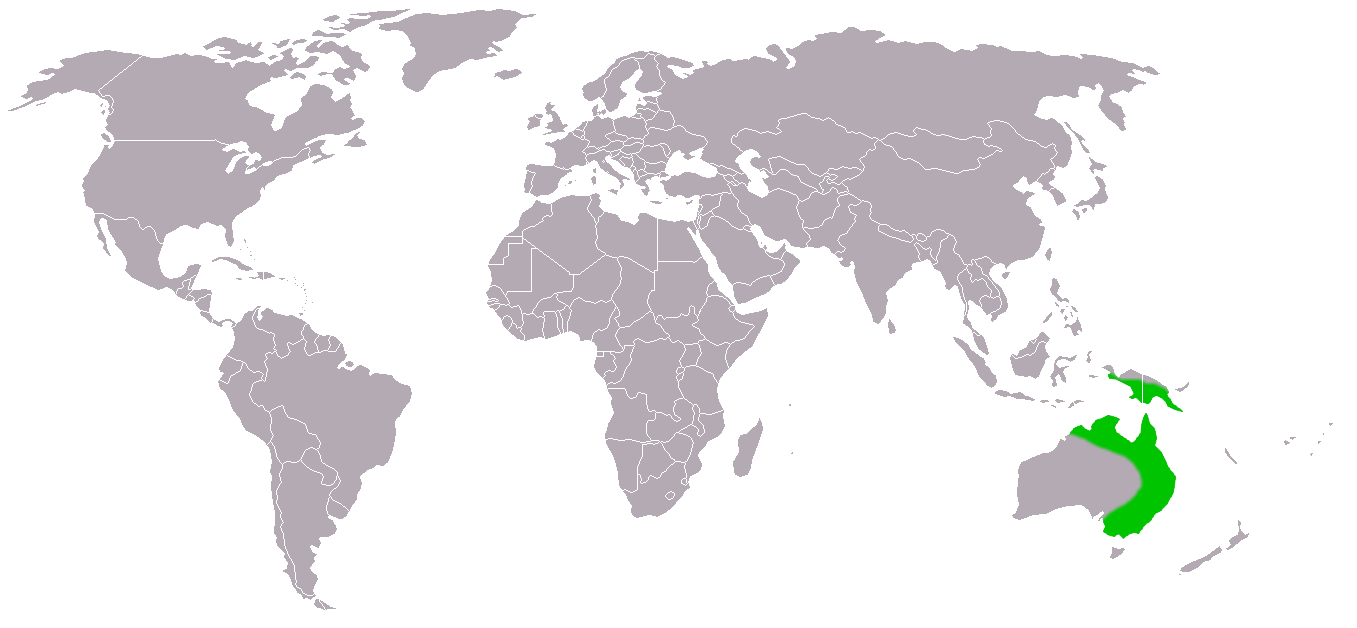
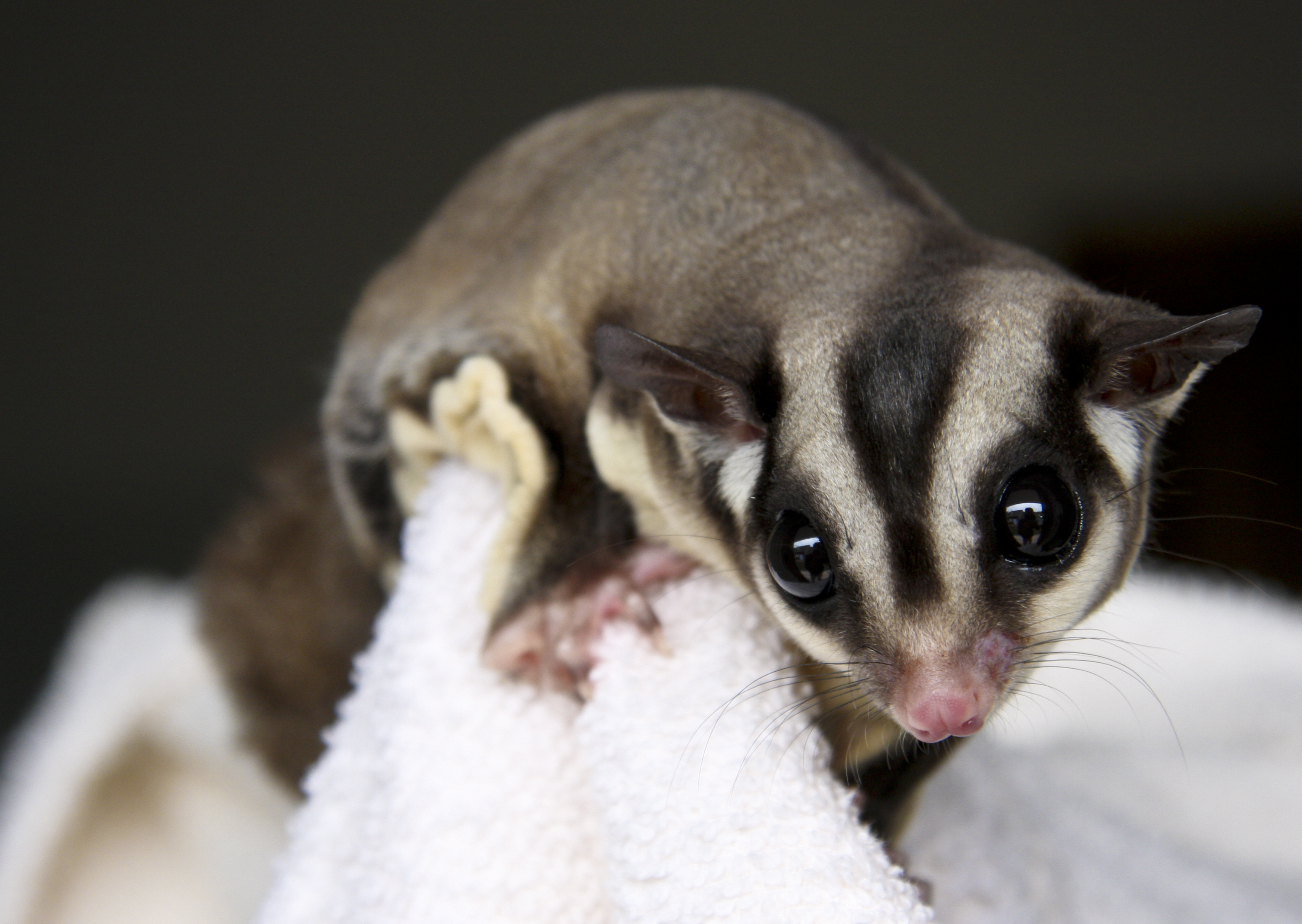
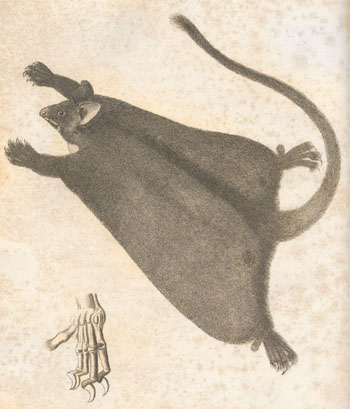

## Phân loài
- P.b. ariel, Gould 1842
- P.b. breviceps, Waterhouse 1838
- P.b. longicaudatus, Longman 1924
- P.b. papuanus, Thomas 1888